# 애비 초이 살인 사건
애비 초이(중국어: 蔡天鳳, 1994년 7월 15일 ~ 2023년 2월 21일)는 살해된 홍콩의 모델이었다. 2023년 2월 21일 실종 신고가 되었으며, 실종 신고 3일 후인 2023년 2월 24일 애비 초이는 홍콩 교외 다푸의 한 마을에서 머리가 없는 시신이 발견된 채 살해된 채 발견됐다. 그녀의 신체 일부는 냉장고 안에 숨겨져 있었고 일부는 삶은 것으로 알려졌다.
경찰에 따르면 현재까지 애비 초이를 살해한 용의자는 전 남편, 그의 형과 부모, 전 장인의 애인으로 추정되는 사람 등 총 7명이다. 현재 조사가 진행 중이다.